# Avenue Mozart
Avenue Mozart är en gata i Quartier d'Auteuil och Quartier de la Muette i Paris sextonde arrondissement. Gatan är uppkallad efter tonsättaren Wolfgang Amadeus Mozart (1756–1791). Avenue Mozart börjar vid Chaussée de la Muette 1–11 och slutar vid Rue Jean-de-La-Fontaine 110 och Rue Pierre-Guérin 24.

## Omgivningar
- Notre-Dame-d'Auteuil
- Sainte-Bernadette
- Chapelle Sainte-Thérèse
- Notre-Dame-de-Grâce de Passy
- Villa Mozart
- Square Mozart
- Rue Dangeau

## Bilder
| - Wolfgang Amadeus Mozart. - Gatuskylt. - Notre-Dame-d'Auteuil. - Chapelle Sainte-Thérèse. |

## Kommunikationer
- Tunnelbana – linje  – Jasmin
- Tunnelbana – linje  – Ranelagh
- Tunnelbana – linje  – La Muette
- Busshållplats Rodin – Paris bussnät
- Busshållplats Ranelagh – Paris bussnät

### Webbkällor
- ”Avenue Mozart”. Mairie de Paris. https://web.archive.org/web/20160303191917/http://www.v2asp.paris.fr/commun/v2asp/v2/nomenclature_voies/Voieactu/6566.nom.htm. Läst 4 januari 2024.
- ”Avenue Mozart (16ème arrondissement)”. Les rues de Paris. https://web.archive.org/web/20160409063938/http://www.parisrues.com/rues16/paris-16-avenue-mozart.html. Läst 4 januari 2024.